# تام ترتوی
تام ترتوی (به انگلیسی: Tom Trethewey) (زادهٔ ۸ مهٔ ۱۹۴۴) شناگر اهل ایالات متحده آمریکا است.